# Santo Estêvão do Penso
Santo Estêvão do Penso é uma povoação portuguesa do Município de Braga que foi sede da extinta Freguesia de Penso (Santo Estêvão), freguesia que tinha 2,24 km² de área e 435 habitantes (2011), e, por isso, uma densidade populacional de 194,2 hab/km².
A Freguesia de Penso (Santo Estêvão) foi extinta em 2013, no âmbito de uma reforma administrativa nacional, tendo sido agregada às freguesias de Escudeiros e São Vicente do Penso, para formar uma nova freguesia denominada União das Freguesias de Escudeiros e Penso (Santo Estêvão e São Vicente) com a sede em Escudeiros.

## População
| População da freguesia de Penso (Santo Estêvão) (1864 – 2011) | População da freguesia de Penso (Santo Estêvão) (1864 – 2011) | População da freguesia de Penso (Santo Estêvão) (1864 – 2011) | População da freguesia de Penso (Santo Estêvão) (1864 – 2011) | População da freguesia de Penso (Santo Estêvão) (1864 – 2011) | População da freguesia de Penso (Santo Estêvão) (1864 – 2011) | População da freguesia de Penso (Santo Estêvão) (1864 – 2011) | População da freguesia de Penso (Santo Estêvão) (1864 – 2011) | População da freguesia de Penso (Santo Estêvão) (1864 – 2011) | População da freguesia de Penso (Santo Estêvão) (1864 – 2011) | População da freguesia de Penso (Santo Estêvão) (1864 – 2011) | População da freguesia de Penso (Santo Estêvão) (1864 – 2011) | População da freguesia de Penso (Santo Estêvão) (1864 – 2011) | População da freguesia de Penso (Santo Estêvão) (1864 – 2011) | População da freguesia de Penso (Santo Estêvão) (1864 – 2011) |
| ------------------------------------------------------------- | ------------------------------------------------------------- | ------------------------------------------------------------- | ------------------------------------------------------------- | ------------------------------------------------------------- | ------------------------------------------------------------- | ------------------------------------------------------------- | ------------------------------------------------------------- | ------------------------------------------------------------- | ------------------------------------------------------------- | ------------------------------------------------------------- | ------------------------------------------------------------- | ------------------------------------------------------------- | ------------------------------------------------------------- | ------------------------------------------------------------- |
| 1864                                                          | 1878                                                          | 1890                                                          | 1900                                                          | 1911                                                          | 1920                                                          | 1930                                                          | 1940                                                          | 1950                                                          | 1960                                                          | 1970                                                          | 1981                                                          | 1991                                                          | 2001                                                          | 2011                                                          |
| 332                                                           | 258                                                           | 275                                                           | 280                                                           | 282                                                           | 265                                                           | 272                                                           | 299                                                           | 328                                                           | 325                                                           | 357                                                           | 389                                                           | 386                                                           | 400                                                           | 435                                                           |

## História
A primeira referência à localidade data de 1081 quando se refere à Villa de Penso 'inter Katavo e Ave'. Em 1101, Gomes Mides doa à Sé de Braga e aos arcebispo S. Geraldo parte de várias propriedades que possui em Penso.
Em 1220, surge como paróquia a quem foi doada pelo arcebispo D. Frei Agostinho de Castro, uma relíquia de St.º Estevão.

## Património
Em termos patrimoniais, destaque para a igreja paroquial, construída em 1629, dizem os mais antigos, por dois irmãos solteiros.
Cada um pagou a sua nave e assim temos um templo 'sui generis', raro entre as igrejas rurais.
A torre sineira deve ter sido construída mais tarde, talvez pela Confraria cuja sede foi construída ao lado. Uma palmeira domina o adro.